# Nobody Sleeps in the Woods Tonight
Série
Nobody Sleeps in the Woods Tonight : Partie 2
(2021)
Pour plus de détails, voir Fiche technique et Distribution.
Nobody Sleeps in the Woods Tonight (W lesie dzis nie zasnie nikt, littéralement « Personne ne dormira dans la forêt ce soir ») est un film d'horreur polonais coécrit et réalisé par Bartosz M. Kowalski, sorti en 2020. Il s'agit de l'un des premiers slashers polonais.

## Synopsis
Un camp spécialisé accueille des adolescents accros à la technologie. Le but est de randonner sans smartphone. Iza est responsable du groupe de Zosia, Julek, Aniela, Bartek et Daniel : ils partent en pleine forêt de Pologne sans se douter de l'horreur…

## Fiche technique
Sauf indication contraire, les informations mentionnées dans cette section peuvent être confirmées par la base de données cinématographiques IMDb,  présente dans la section « Liens externes ».
- Titre original : W lesie dzis nie zasnie nikt
- Titre international et français : Nobody Sleeps in the Woods Tonight
- Réalisation : Bartosz M. Kowalski
- Scénario : Bartosz M. Kowalski, Jan Kwieciński et Mirella Zaradkiewicz
- Musique : Radzimir Dębski
- Décors : Dorota Rakowiecka[1]
- Costumes : Weronika Orlińska[1]
- Photographie : Cezary Stolecki
- Son : Radosław Ochnio[1]
- Montage : Bartosz M. Kowalski et Jakub Kopeć[1]
- Production : Jan Kwiecinski

Production déléguée : Malgorzata Fogel-Gabrys
Coproduction : Zenon Maslona
- Sociétés de production : Akson Studio ; Plan Zet (coproduction)
- Société de distribution : Netflix (Monde)
- Pays d'origine : Pologne
- Langue originale : polonais
- Format : couleur
- Genre : horreur
- Durée : 102 minutes
- Dates de sortie :
  - Pologne : 20 mars 2020 (Netflix)
  - Monde : 28 octobre 2020 (Netflix)

## Distribution
- Julia Wieniawa-Narkiewicz (VF : Camille Timmerman) : Zosia Wolska
- Michał Lupa (VF : Oscar Douieb) : Julek
- Wiktoria Gasiewska (VF : Leslie Lipkins) : Aniela Turek
- Stanisław Cywka (VF : Simon Koukissa-Barney) : Bartek
- Sebastian Dela (VF : Nicolas Dussaut) : Daniel Czajka
- Gabriela Muskała (VF : Julie Dumas) : Iza
- Michał Zbroja : les deux jumeaux
- Mirosław Zbrojewicz : le facteur
- Piotr Cyrwus (VF : Olivier Chauvel) : le prêtre
- Olaf Lubaszenko (VF : Franck Capillery) : le policier
- Wojciech Mecwaldowski (VF : Guillaume Lebon) : le directeur du camp
- Bartłomiej Kotschedoff : le gardien du camp
- Bartlomiej Firlet : le gardien de secours
- Malgorzata Szczerbowska : la mère des jumeaux
- Izabela Dąbrowska : Janeczka, la prostituée

## Production
Le tournage a duré vingt-trois jours en fin octobre 2019.

## Accueil
La sortie du film est prévue le 13 mars 2020, en avant-première, en Pologne. En raison de la crise sanitaire liée au Covid-19, les salles de cinéma sont fermées et les producteurs de ce film ont décidé de le lancer sur Netflix polonais à partir du 20 mars 2020. Le 28 octobre 2020, il est également lancé sur Netflix dans quelques pays.